# Jane Owen

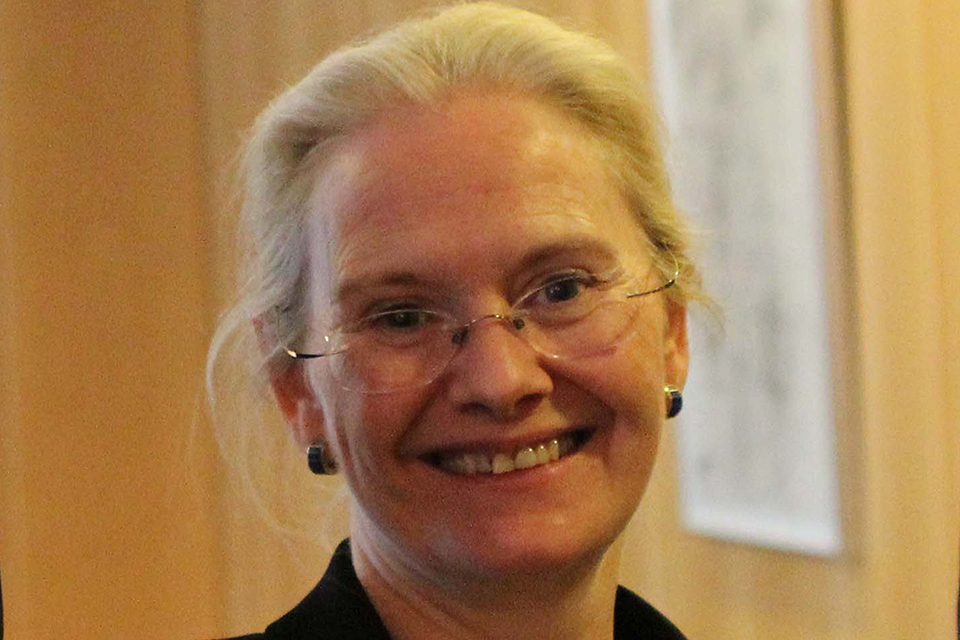
Jane Owen (2012)

Jane Caroline Owen (geb. 15. April 1963 in Bilston) ist eine britische Diplomatin. Sie war Botschafterin in der Schweiz und Liechtenstein sowie Norwegen. Seit 2023 ist sie Gouverneurin des britischen Überseegebiets Cayman Islands.

## Karriere
Jane Owen kam 1963 in Bilston im mittelenglischen County Staffordshire zur Welt. Sie besuchte die Ellerslie School in Malvern und das Trinity College in Cambridge.
Nach ihrem Abschluss 1986 unterrichtete sie im Rahmen des JET-Programms der japanischen Regierung Englisch in Japan. 1987 trat sie in das Foreign, Commonwealth and Development Office (FCO) ein. Nach einem Japanisch-Sprachkurs (1988–1990) arbeitete sie drei Jahre an der Botschaft in Tokio und wurde dann von 1993 bis 1996 als Leiterin der Abteilung für Exporte nach Japan an das Ministerium für Handel und Industrie abgeordnet.
Anschließend kehrte sie zum FCO zurück und wurde dann von 1998 bis 2002 als stellvertretende Missionsleiterin nach Hanoi entsandt. Bis 2006 kehrte sie als Direktorin für Handelsförderung nach Tokio zurück und wurde dann bis 2010 als Direktorin der Außenhandelsförderorganisation UK Trade & Investment (UKTI) in Indien nach Neu-Delhi entsandt.

Flagge des Gouverneurs der Cayman Islands

Von 2010 bis 2014 war sie britische Botschafterin in Norwegen, von 2014 bis 2016 Chief Operating Officer von UKTI in London.  Im Anschluss löste sie David Moran als Botschafterin bei der Schweizerischen Eidgenossenschaft und als nichtansässige Botschafterin im Fürstentum Liechtenstein ab.
2023 wurde sie zur Gouverneurin der Cayman Islands ernannt. Sie trat ihr Amt als Vertreterin des caymanischen Staatsoberhauptes König Charles III. am 21. April 2023 mit ihrer Vereidigung an.